# Hypsicera orientalis
Hypsicera orientalis är en stekelart som beskrevs av Valentina I. Tolkanitz 1995. Hypsicera orientalis ingår i släktet Hypsicera och familjen brokparasitsteklar. Inga underarter finns listade i Catalogue of Life.